# Chocobo no Fushigina Dungeon
Chocobo no Fushigina Dungeon (チョコボの不思議なダンジョン?) es un videojuego roguelike dungeon crawler desarrollado y publicado por Square. Un spin-off de la serie Final Fantasy de videojuegos de rol, también fue la primera entrada en lo que se convertiría en la serie Chocobo. Se lanzó sólo en Japón el 23 de diciembre de 1997 para PlayStation, y se lanzó una versión el 4 de marzo de 1999 para WonderSwan. El juego fue relanzado en 2010 en PlayStation Network en Japón como PSOne Classic.
El protagonista del juego es un chocobo amarillo, una especie ficticia de ave del universo de Final Fantasy, llamada Poulet (プーレ Pūre?). El jugador debe luchar a través de mazmorras generadas por procedimientos, recogiendo objetos y luchando contra enemigos.

## Jugabilidad
Chocobo no Fushigi na Dungeon combina combate en tiempo real con un sistema Active-Time Battle (ATB) que recuerda a un juego de Final Fantasy. Los ataques tienen potencia y precisión reducidas si se realizan antes de que se llene el indicador ATB. El juego consta de tres mazmorras: una mazmorra de 10 niveles, una mazmorra de 30 niveles y una mazmorra infinita que recicla tipos de enemigos cada 100 niveles.

## Desarrollo
El juego fue producido por Koichi Nakamura, el fundador de Chunsoft. También marca el debut como compositor en solitario de Masashi Hamauzu, quien preparó tanto la banda sonora como un álbum de arreglos llamado "Coi Vanni Gialli".
El juego apareció en un stand en el Tokyo Game Show 1997, pero no apareció en forma jugable, solo tenía una presentación en video completa del juego en el video wall de la compañía junto con Front Mission 2 y Front Mission Alternative. Tras su lanzamiento, se incluyó con el "Disco de datos misterioso", un bono que contiene una serie de películas de juegos inéditos y una demo jugable de Xenogears. A principios de 1998, todavía era el décimo juego más vendido en Japón según Famitsu.

## Recepción
En la cobertura previa al lanzamiento del juego, IGN declaró que la decisión de no mostrar una versión jugable del juego era "algo extraña", pero que el título estaba "tomando forma bastante bien", diciendo que si bien el juego no era tan llamativo como Final Fantasy VII y carecía de gráficos poligonales, era "obvio" que se dedicó mucho esfuerzo a diseñar la obra de arte del juego. También dijeron que, si bien no había noticias de un lanzamiento en Estados Unidos, esperaban que el juego recibiera uno debido al éxito de Final Fantasy VII.
En una reseña posterior al lanzamiento, "El Elfo" de la revista Superjuegos afirmó que, si bien la ambientación del juego "no era muy atractiva", la jugabilidad era altamente adictiva y atractiva, con magia "hermosa", personajes divertidos y escenas atractivas. También calificó la música del juego como memorable, citando sus remezclas de temas clásicos de Final Fantasy. Sin embargo, ECM de GameFan tuvo una opinión más negativa, caracterizando a Xenogears como "infinitamente mejor", mientras que Stephen Frost de PSM también afirmó que el juego se sintió "apresurado y [no] muy divertido", agregando una imagen de un chocobo muerto con la leyenda "Uf. ¿Qué estaba pensando Square?"

## Legado
Chocobo no Fushigina Dungeon fue el primero de la serie Mystery Dungeon en superar el millón de unidades vendidas debido a su conexión con Final Fantasy y el protagonista chocobo. Le siguió una secuela de 1998, Chocobo's Dungeon 2. Los personajes del juego protagonizaron la serie Chocobo, que contiene numerosos géneros diferentes.